# Канора
Канора — село в Воловецькій селищній громаді Мукачівського району Закарпатської області України. Населення становить 650 осіб.

## Географія
Село Канора лежить на північний схід від районного центру, фізична відстань до Києва — 541,9 км.
Канора- унікальне за своєю назвою село. Така назва ніде не повторюється по всім Карпатам. Етимологія назви села не належить до легких. Існує кілька версій. За однією вона походить від слова «конар»,тобто гілка дерева. Але це здається маловірогідним,бо практично всі села в Карпатах мають відгалуження. Інша версія здається більш вірогідною. За часи Австро-Угорщини Канора була прикордонним селом. Кордон по Бескиду відокремлював власне Угорщину від Галичини,що була окремим коронним краєм імперії. На кордоні діяв митний режим. Над Канорою був розташований митний склад для конфіскованих акцизних товарів(тютюну,вина та ін,) що їх без мита не дозволено було перевозити за межі Угорщини. Такі склади називались «комори» і існували до 1805 року. Тому вираз "Іду до комори перетворився на «Іду до Канори.».
За весь час свого існування Канора не змінювала назви,на відміну від інших сіл,що багато разів змінювали назву,наприклад Скотарське -«Кішсольва»,Гукливе -«Жуго»(під час мадяризації).
За переписом 1936 року в Канорі налічувалось русинів(українців) 688,євреїв -22, іноземців(тобто людей без громадянства,мабуть емігрантів — 23).
Православних було 696 чоловік,з чого можна зробити висновок,що Канора тоді була чисто православним селом,за винятком євреїв.(Дані з книги чеського дослідника Я.Достала «Європейське коріння»,Ужгород,2016.)
Церков в селі було дві. Одна мурована з 1891 року греко-католицька Святого Михайла. Це означає,що свого часу у селі була греко-католицька громада. За чеської влади відбувався прцес переходу до православ,я. Очолив рух священник з села Бистрий Хустського району Хома(Фома) Росоха. Хустський район був осередком православ,я. За орудою отця Хоми канорці купили дерев,яну церкву з села Плоске Свалявського району в 1927 році. Взимку в розібраному вигляді її привезли саньми до станції Свалява,а далі залізницею до Воловця,звідти знову на санях у Канору.
Ця церква належить до числа двох найкращих класичних дерев,яних церков лемківського стилю. За красою рівна їй тільки в с. Шелестів(нині Кольчино). В селі ця церква простояла до 1967 року,коли її,після реставрації,перевезли до Києва,де вона прикрашає Республіканський Музей народної архітектури. За даними Марти Богачевської-Хомяк,церква входить до альбому «Сто кращих архітектурних споруд України».
За мадярського панування Канора належала до володінь графа Шенборна,другого по обсягу земельних володінь у цілій Угорщині,після князя Естерхазі,котрий твердив,що походить від самого Атіли. Шенборну належало на Закарпатті 1 250 кв км землі і лісів,4 міста і 150 сіл. Масив лісу сягав 32 км в ширину і 42 км в довжину. Строго бережені ліси були раєм для звірини,куди граф приїздив на полювання.
Земля в Канорі була така лиха,що часто не вертала посіву. Родилась тільки бульба і скарлуватілий вівсик,а ще бруква,яку називали «кваки». Тому і прозивка у канорчан була така — «кваки».
Як жили канорці у ті давні часи? Жили, як у плоті--були стовпи,але набагато більше штахет. Біда була одна,але пліт тримався,тому що люди собі помагали і шанувалися. Купували тільки нафту,сіль,мило — решта була своя.
Найпоширеніші прізвища були Конепуди,Мадяри,Кризини,Кобрини. Більшість прізвищ свідчать про походження канорців з Галичини.
У двадцятому сторіччі околиці Канори стали ареною кривавих протистоянь під час першої і другої світових воєн,про що свідчать залишки воєнних ровів з півночі села. У першій світовій війні околиці Канори бачили бої Українських Січових стрільців проти наступаючої з Галичини російської армії. За гору Яворник точилися особливо уперті бої. Там полягло багато січових стрільців.(Дивися книгу Осипа Думіна «Історія Легіону УСС»,Львів,1936).
Під час другої світової війни війська 4-го Українського фронту,а саме 381 стрілецька дивізія 18-ї армії просувалася з боями з Бескиду в напрямі на Воловець. Після бою канорчани допомагали пораненим бійцям,про що свідчить командарм А.А,Гречко в книзі «Через Карпати»,К.1975. Багато жителів села воювали у складі радянської армії і чехословацького корпусу.
Цікаво,що Канора дістала відображення в музиці і в літературі завдяки великим прихильникам Верховини — чехам Флоріану Заплеталу,Ярославу Досталу, Ярославу Златоукалу,Зденеку Блажеку і словаку Еугену Сухоню. Поет Я.Златоукал написав лібрето до опери Е.Сухоня «Вітер з полонини» на сюжет подій,що дійсно мали місце в Канорі на початку 20-х років. Йде мова про вбивство через нещасне кохання,яке здійснив бідний легінь Іван Смоляк злого лісника Антонія,що утискав селян і не хотів віддати своєї дочки за Івана. Судовий процес над ним мав широкий розголос у Чехії і ліг в основу сюжету. Особливо вирізняється в опері «Вітер з полонини» лірична «Балада про Канору».Композитор Зденек Блажек створив кантату з назвою «Смуток землі підкарпатської». Ці твори виконувались в Брні,Братиславі і в інших містах. Флоріан Заплетал,особистий секретар президента Масарика кілька разів приїздив в Канору та в інші села району і області,де зробив сотні фотографій церков і побуту населення.
Також цікавий є факт,що у Канаді є населений пункт Канора(Canora) в провінції Саскачеван. Хто не вірить,погляньте на карту. Заснували його переселенці з Канори близько 1904 року. Нині це курортне містечко з населенням 3,5 тисяч чоловік і має виразний український характер. Більшість населення — етнічні українці,походженням із Закарпаття,Галичини і Буковини,а також з центральної України. Школа носить назву ім. Івана Франка,найкращий ресторан називається «Поле». В місті є аж три православні храми.(Взагалі в Саскачевані 140 православних парафій). На початку міста гостей зустрічає велика гарна скульптура дівчини в українському одязі з хлібом і сіллю на вишитому рушнику. В народі її популярно називають «Леся». Встановив її місцевий житель Микола Левчук з сином Орестом. Така є Канора в Саскачевані,посестра нашої Канори(партнерські і дружні стосунки ще не встановлені).
| Клімат Канори           | Клімат Канори | Клімат Канори | Клімат Канори | Клімат Канори | Клімат Канори | Клімат Канори | Клімат Канори | Клімат Канори | Клімат Канори | Клімат Канори | Клімат Канори | Клімат Канори | Клімат Канори |
| Показник                | Січ.          | Лют.          | Бер.          | Квіт.         | Трав.         | Черв.         | Лип.          | Серп.         | Вер.          | Жовт.         | Лист.         | Груд.         | Рік           |
| Середній максимум, °C   | −1,3          | 0,3           | 5,7           | 12,4          | 17,8          | 20,5          | 22,3          | 21,9          | 18,0          | 12,9          | 5,6           | 0,7           | 11,4          |
| Середня температура, °C | −4,5          | −2,8          | 1,7           | 7,5           | 12,5          | 15,3          | 17,0          | 16,5          | 12,9          | 8,2           | 2,5           | −1,9          | 7,1           |
| Середній мінімум, °C    | −7,6          | −5,9          | −2,3          | 2,7           | 7,2           | 10,2          | 11,8          | 11,2          | 7,9           | 3,5           | −0,5          | −4,5          | 2,8           |
| Норма опадів, мм        | 48            | 43            | 45            | 56            | 84            | 105           | 96            | 84            | 58            | 49            | 53            | 61            | 782           |
| ----------------------- | ------------- | ------------- | ------------- | ------------- | ------------- | ------------- | ------------- | ------------- | ------------- | ------------- | ------------- | ------------- | ------------- |
| Джерело:                |               |               |               |               |               |               |               |               |               |               |               |               |               |

## Історія
Перша згадка у 1611- під назвою Kanura.
Зміна назв: у 1630-Kanura, 1808-Kánora, 1913-Kanora.
Вперше церкву згадано в 1692 року. У 1733 році в селі була дерев'яна церква св. Михайла з трьома дзвонами.
Остання дерев'яна церква згоріла перед 1888 року, бо влітку того року цісар Австро-Угорщини подарував на спорудження нової церкви 150 гульденів. Люди збудували тимчасову капличку і довкола неї почали мурувати з каменю церкву, яка почала діяти аж у 1912 році.

Село не мало свого священика, лише інколи тут переслуговував воловецький парох. Через це, як розказують, частина селян перейшла в православ'я. Церква була досить довго закрита. Греко-католики ходили до церкви в Воловець, а православні молилися на фарі, аж поки в 1926 року православна громада не перевезла в Канору розкішну лемківську церкву з с. Плоского, яка стояла в селі до 1974 року, коли її перевезено в Національний музей народної архітектури та побуту України.
Докладніше: Церква Покрови Пресвятої Богородиці (Пирогів)
В околицях в 1933 році знайдено бронзовий скарб із 15 предметів і золотий скарб із 32 золотих намистин і браслетів. Скарби датуються епохою пізньої бронзи.
Після 1945 року кам'яна базилічна церква перейшла до православних. На вежі церкви були 4 дзвони, виготовлені 1903 року.
Три з них було реквізовано в Першу світову війну, а в 1923 році канорці спромоглися ще на один дзвін.
12 лютого 1939 року відбулись вибори до Сойму Карпатської України, на яких абсолютну більшість голосів виборців (близько 92,4 %) здобули кандидати Українського національного об'єднання. У селі Канора, яке належало до округи «Свалява», за УНО проголосували 370 виборців, проти — 4.[джерело?]За даними з книги "Щастя і горе Карпатської України"(Ужгород,2002,стор.144) у Канорі за УНО проголосували 370 людей,проти було лише  четверо.Всього налічувалось 731 житель у Канорі(на 1936 рік).Заради справедливості  треба сказати,що вибори були безальтернативні -УНО не мало суперників. Єдине село на Верховині,де УНО потерпіло поразку- Буковець(95 -"за", 206 "проти")(Дивися ту ж книгу,стор.144)
В часи війни трагічною була доля канорських євреїв.В 1936 році їх налічувалось 22(Дивися книгу Я,Достала,стор.196),без сумніву,що в 1944 році,коли відбулась депортація їх в концтабір Освєнцім,євреїв було в Канорі не менше.За даними "Книги скорботи України"(Ужгород,2010,стор.540),були депортовані і загинули в Освєнцімі - Вайс Йолана Маркусівна,1931 р.н.,школярка,Вайтцен Ріфка Морівна,1901 р.н.,домогосподарка,Гейслер Ігнац Юдкович,1931 р.н.,школяр,Гейслер Серена Юдівна,1929 р.н.,школярка,Гейслер ЦалкоІгнацевич,1906 р.н.,землероб,Лебович Рожі Марівна(р.н. невідомий),Мейзлік Самуїл Ісакович,1229 р.н.,школяр,Рознер Борішка Ізидорівна,1908 р.н.,домогосподарка.Про долю інших канорських євреїв нічого не відомо,мабуть вони розділили сумну долю інших. Євреї жили в Канорі відокремлено,на схилі гори.Тепер це місце пусте,заросло чагарником,неначе і не жили тут люди. Про пам,ятний знак годі й говорити.

## Населення
За даними перепису населення 2001 року у селі проживали 792 особи. Рідною мовою назвали:
| Мова       | Кількість осіб | Відсоток |
| ---------- | -------------- | -------- |
| українська | 787            | 99,37 %  |
| російська  | 4              | 0,51 %   |
| білоруська | 1              | 0,13 %   |

## Політика
На виборах у селі Канора працює окрема виборча дільниця, розташована в приміщенні клубу. Результати виборів:
- Парламентські вибори 2002: зареєстровано 613 виборців, явка 74,88 %, найбільше голосів віддано за Блок Віктора Ющенка «Наша Україна» — 42,05 %, за блок «За єдину Україну!» — 20,04 %, за СДПУ (о) — 7,84 %. В одномандатному окрузі найбільше голосів отримав Михайло Сятиня (самовисування) — 25,49 %, за Василя Лінтура (самовисування) — 23,31 %, за Віктора Бедя (Блок Віктора Ющенка «Наша Україна») — 15,90 %[10].
- Вибори Президента України 2004 (перший тур): 485 виборців взяли участь у голосуванні, з них за Віктора Ющенка — 32,99 %, за Віктора Януковича — 26,60 %, за Олександра Яковенка — 0,62 %[11].
- Вибори Президента України 2004 (другий тур): 550 виборців взяли участь у голосуванні, з них за Віктора Ющенка — 51,45 %, за Віктора Януковича — 41,82 %[12].
- Вибори Президента України 2004 (третій тур): зареєстровано 608 виборців, явка 77,80 %, з них за Віктора Ющенка — 77,38 %, за Віктора Януковича — 15,64 %[13].
- Парламентські вибори 2006: зареєстровано 611 виборців, явка 68,74 %, найбільше голосів віддано за Блок Юлії Тимошенко — 30,24 %, за блок Наша Україна — 22,38 %, за Партію регіонів — 9,52 %[14].
- Парламентські вибори 2007: зареєстровано 616 виборців, явка 61,04 %, найбільше голосів віддано за Блок Юлії Тимошенко — 35,37 %, за блок Наша Україна — Народна самооборона — 35,11 %, за Партію регіонів — 9,57 %[15].
- Вибори Президента України 2010 (перший тур): зареєстровано 615 виборців, явка 69,92 %, найбільше голосів віддано за Юлію Тимошенко — 37,67 %, за Арсенія Яценюка — 15,81 %, за Віктора Януковича — 14,42 %[16].
- Вибори Президента України 2010 (другий тур): зареєстрований 621 виборець, явка 69,89 %, з них за Юлію Тимошенко — 65,90 %, за Віктора Януковича — 28,57 %[17].
- Парламентські вибори 2012: зареєстровано 604 виборці, явка 65,73 %, найбільше голосів віддано за Всеукраїнське об'єднання «Батьківщина» — 33,50 %, за Партію регіонів — 24,18 % та УДАР — 21,91 %.[18] В одномандатному окрузі найбільше голосів отримав Михайло Ланьо (Партія регіонів) — 56,52 %, за Олександра Кеменяша (Всеукраїнське об'єднання «Батьківщина») — 32,37 %, за Володимира Алексія (Комуністична партія України) — 4,35 %[19].
- Вибори Президента України 2014: зареєстровано 586 виборців, явка 59,90 %, з них за Петра Порошенка — 59,26 %, за Юлію Тимошенко — 17,38 %, за Олега Ляшка — 9,40 %[20].
- Парламентські вибори в Україні 2014: зареєстровано 585 виборців, явка 62,74 %, найбільше голосів віддано за «Народний фронт» — 43,05 %, за Блок Петра Порошенка — 20,71 % та Радикальну партію Олега Ляшка — 8,45 %.[21] В одномандатному окрузі найбільше голосів отримав Іван Курах (Всеукраїнське об'єднання «Батьківщина») — 58,86 %, за Михайла Ланя (самовисування) проголосували 32,97 %, за Юрія Григу (самовисування) — 2,45 %[22][23].

## Видатні уродженці
- Степан Антоній[d] (1922—2006) — український військовий, учасник Другої світової війни.
- Мадяр Юрій Федорович (1984) — полковник Збройних сил України, учасник російсько-української війни.

## Туристичні місця
- В околицях в 1933 році знайдено бронзовий скарб із 15 предметів і золотий скарб із 32 золотих намистин і браслетів. Скарби датуються епохою пізньої бронзи.
- У 1733 р. в селі була дерев'яна церква св. Михайла з трьома дзвонами.